# Regressão quantílica

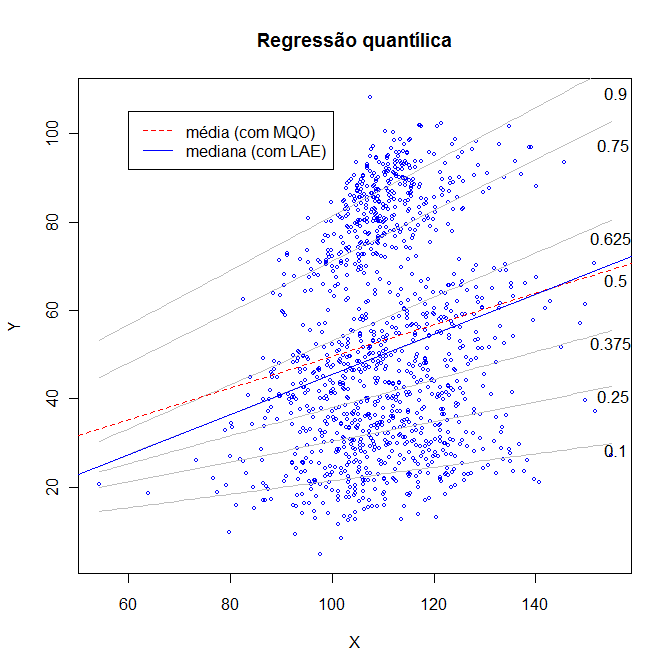
Exemplo Y = alfa + beta * X

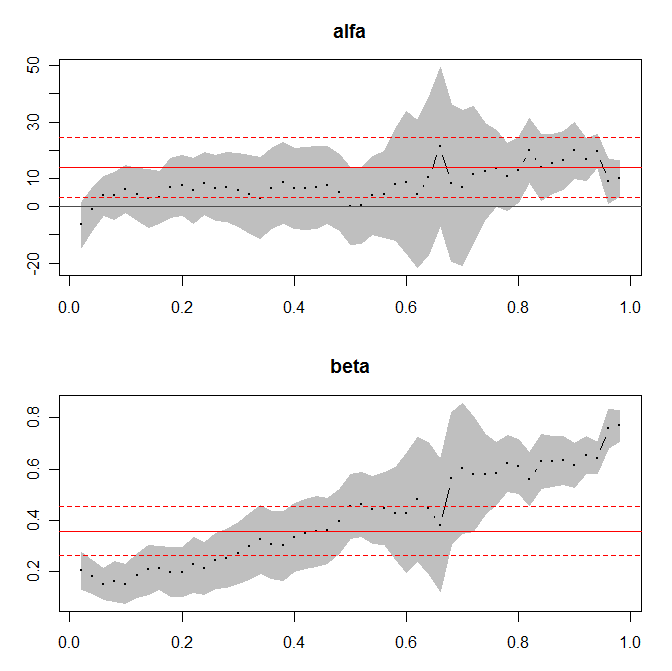
Coeficientes e seus intervalos de confiança para cada quantil, Y= alfa + beta * X

Regressão Quantílica é um tipo de regressão utilizada na análise estatística. Considerando que o método dos mínimos quadrados produz estimativas aproximadas da média condicional da variável dependente para determinados valores das variáveis preditoras, a regressão quantílica produz estimativas aproximadas quer seja da mediana qualquer outros quantis da variável dependente.

## Vantagens e aplicações
A regressão quantílica é usada quando estimativas dos diferentes quantis (como a mediana) de uma população são desejadas. Uma vantagem de usar a regressão quantílica para estimar a mediana, em vez da regressão de mínimos quadrados ordinários para estimar a média, é que o resultado da regressão quantílica vai ser mais robusto, em resposta aos outliers. A regressão quantílica pode ser vista como uma analogia natural em análise de regressão à prática de usar diferentes medidas de tendência central e dispersão estatística para obter uma análise mais abrangente e mais robusta.  Outra vantagem da regressão quantílica é o fato de que qualquer quantil pode ser estimado.
Em ecologia, a regressão quantílica tem sido proposta e utilizada como um meio de conhecer as relações preditoras mais úteis entre as variáveis nos casos em que não exista qualquer relação ou apenas uma relação fraca entre as médias de tais variáveis. A necessidade de/e o sucesso da regressão quantílica em ecologia tem sido atribuída à complexidade das interações entre os diversos fatores que levam a dados com variação desigual de uma variável para os diferentes intervalos de outra variável. 
Em economia, os modelos de regressão quantílica linear têm recebido considerável atenção, pois conduzem a uma análise estatística mais completa da relação estocástica entre variáveis aleatórias. Entretanto os trabalhos de séries temporais baseados nestes modelos, tendem a tratar do caso em que as inovações (erros) são independentes e identicamente distribuídas (i.i.d.). Esta restrição faz com que os coeficientes auto-regressivos sejam independentes dos quantis especificados.  Maia e Cribari-Neto consideraram modelos auto-regressivos quantílicos lineares em que os parâmetros auto-regressivos variam com o quantil q {\displaystyle \in } (0,1) na modelagem de séries temporais da dinâmica inflacionária brasileira.

## Matemática
As formas matemáticas decorrentes da regressão quantílica são muito diferentes dos que surgem no método dos mínimos quadrados. O método dos mínimos quadrados conduz a uma análise dos problemas de um espaço de produto interior, envolvendo projeção para subespaços e, assim, o problema de minimizar os erros ao quadrado pode ser reduzido a um problema numérico de álgebra linear. A regressão quantílica não tem esta estrutura, e em vez disso leva a problemas de programação linear que podem ser resolvidos pelo método simplex. O fato de os algoritmos de programação linear parecer mais esotéricos para os usuários podem explicar por que razão a regressão quantílica não é tão amplamente utilizada como o método dos mínimos quadrados. 

## Implementações
Alguns pacotes estatísticos, tais como EViews (ver. 6), Stata, gretl, SAS (versão 9.2), RATS e R, incluem implementações da regressão quantílica. Na linguagem R está implementada através do pacote quantreg de Roger Koenker.